# Ruben Zackhras
Ruben Zackhras (Ailinglaplap, 4 de dezembro de 1947 — Havaí, 26 de dezembro de 2018) foi um político das Ilhas Marshall.
Ele foi o ministro de assistência do antigo presidente Litokwa Tomeing. Zackhras passou a ser o presidente de fato em 21 de outubro de 2009, quando Litokwa Tomeing foi removido de seu posto através da votação do parlamento.